# Persée délivrant Andromède (Rubens)
Pour l’article homonyme, voir Persée délivrant Andromède.
Persée délivrant Andromède est un tableau peint par l'artiste flamand Rubens, vers 1622 et conservé à la Gemäldegalerie de Berlin, en Allemagne. Une autre version de la même époque est conservée au musée de l'Ermitage de Saint-Pétersbourg. Il s'agit de Persée couronné.

## Histoire
Le tableau peint par Rubens a appartenu M. Pasquier, dans sa collection de Rouen qui a été vendu aux enchères en 1755 à Paris. De la plusieurs peintures furent achetées pour la collection de Frédéric II de Prusse dans la Bildergalerie à Sanssouci et depuis 1830, elle fait partie de la collection du musée berlinois Gemäldegalerie.

## Thème
On trouve ce thème très classique en peinture, tiré de la mythologie :  Il montre le héros de la mythologie grecque Persée en train de détacher Andromède d'un rocher après avoir vaincu un monstre marin à qui elle avait été offerte en sacrifice.

## Description
La scène est semblable à celle d'un autre tableau de Rubens intitulé Persée délivrant Andromède, ou Persée couronné, qui est conservé au musée de l'Ermitage de Saint-Pétersbourg.  Persée, qui porte ici un casque grec, une cuirasse et une cape, est assisté de deux angelots (putti), dont l'un l'aide à ôter la corde qui retient Andromède au rocher.
Sur la gauche, deux autres putti jouent avec le cheval Pégase, ici assimilé à la monture de Persée alors qu'il s'agit d'une contradiction avec les textes grecs d'origine.